# آموزش برای توسعه پایدار

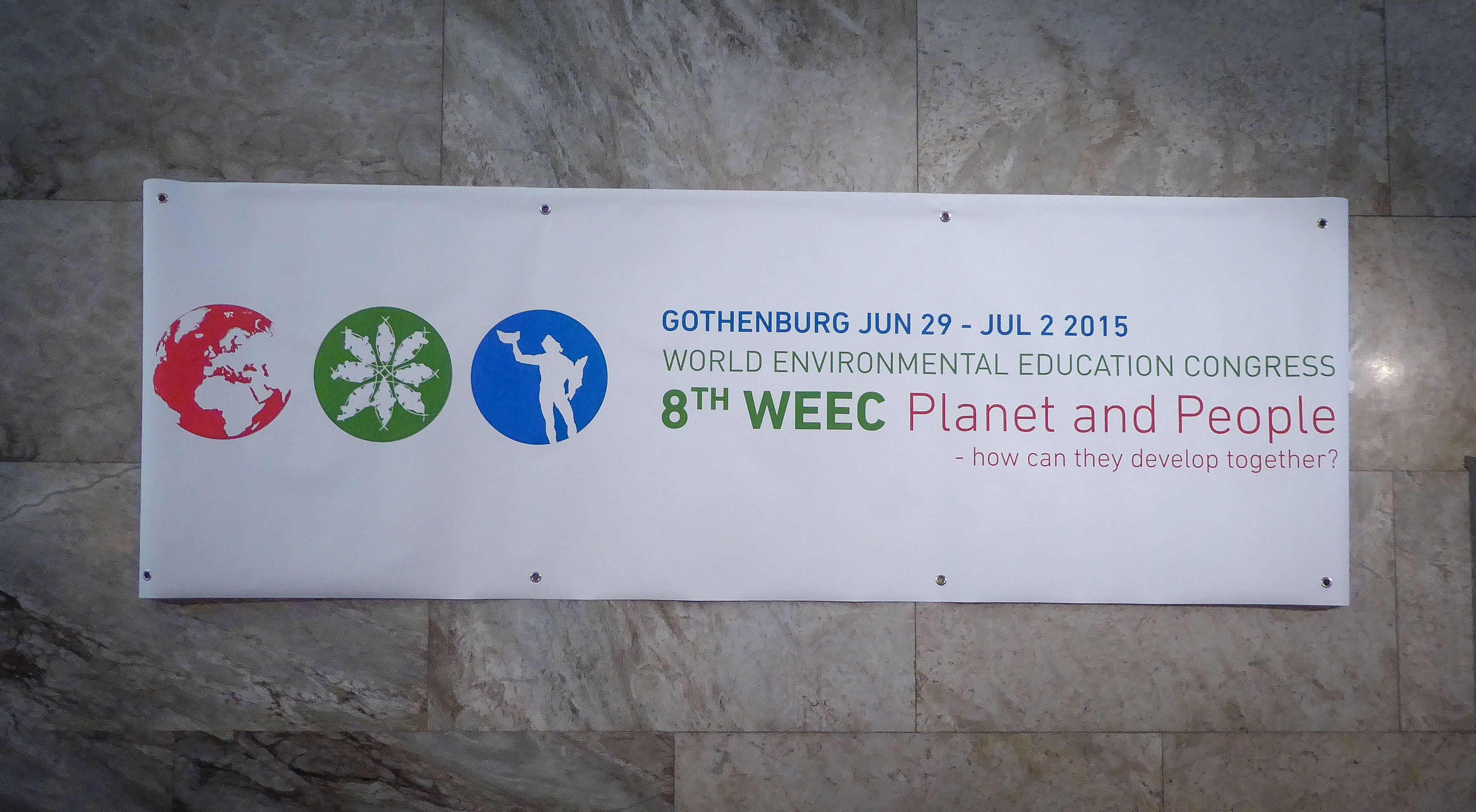
آموزش برای همه

آموزش برای توسعه پایدار یا آموزش برای توسعه پایا (به انگلیسی: Education for sustainable development) (اختصاری ESD) پارادایمی است که از تلاش‌های جهانی برای تقویت ارتباط بین آموزش و توسعه پایدار، نشات گرفته است. این لفظ در سطح بین‌المللی و از سوی سازمان ملل متحد به کار می‌رود. دستورالعمل ۲۱ نخستین سندی بود که آموزش را به عنوان ابزاری برای پایایی (Sustainability) معرفی کرد.
طبق تعریف یونسکو، "آموزش برای توسعه پایدار یک رویکرد آموزشی یا یک فرایند یادگیری متصل بر اصول توسعه پایدار است که با تمامی سطوح و انواع یادگیری مرتبط است و قصد دارد آموزش با کیفیتی را به منظور دست یابی به توسعه انسانی پایدار یادگیری دانستن، بودن، زندگی جمعی، اقدام کردن و تحول فردی و اجتماعی را فراهم کند."

## مدیریت مصرف و اثرات آن
پیامد انسان بر محیط زیست در جامعه بشری به جمعیت و میزان تأثیر افراد بر محیط بستگی دارد. این موضوع با نوع و روش‌های مورد استفاده از منابع تجدیدپذیر یا تجدید‌ناپذیر همچنین با میزان فعالیت‌های انسانی و ظرفیت تحمل اکوسیستم‌های درگیر ارتباط مستقیم دارد. مدیریت دقیق منابع را می‌توان در ابعاد مختلف، از بخش‌های مختلف اقتصادی مانند کشاورزی، تولید و صنعت، تا سازمان‌های کاری، الگوهای مصرف خانوارها، افراد و تقاضای منابع برای کالاها و خدمات فردی انجام داد.